# Róka-hegyi kőfejtő 1. sz. barlangja
A Róka-hegyi kőfejtő 1. sz. barlangja a Duna–Ipoly Nemzeti Parkban lévő Budai Tájvédelmi Körzetben, Budapest III. kerületében található egyik barlang.

## Leírás
A Pilis hegység egyik legdélkeletibb hegyének, a Róka-hegynek egyik, már nem művelt kőfejtőjében, természetvédelmi területen, a délnyugati sziklafalban, a sziklafal alján nyílik. A kőfejtőnek a gépkocsival is járható, bejárati útján befelé haladva, a kőfejtőbe érve jobbra, 4–5 m-re van a barlang tág bejárata. A bejárati út túloldalán nyílik a Róka-hegyi kőfejtő 2. sz. barlangja. Az úttól egy jól kitaposott ösvény vezet a Róka-hegyi kőfejtő 1. sz. barlangjának bejáratához.
A barlang felső triász dachsteini mészkőben víz alatti oldódás hatására alakult ki. Az üregben borsókövek figyelhetők meg és keresztülhúzódik a barlangon egy kalcittelér. Majdnem érintetlen a 2,5 m hosszú barlang. A barlang közel van a gyakran használt úthoz és ezért a barlangot és környékét leginkább az eldobált szemét veszélyezteti. Az engedély nélkül megtekinthető barlang bejárásához nincs szükség felszerelésre, mert a barlang vége már a barlangbejáratból látható.
Előfordul a barlang az irodalmában Nyugati 1. sz.-barlang (Sásdi 1997) néven is.

## Kutatástörténet
Kőbányászat következtében tárult fel a barlang. Az 1973-ban napvilágot látott Budapest lexikonban meg van említve, hogy a Róka-hegy tetején és oldalain működő vagy félbehagyott kőfejtők mélyedéseiből két kis (hévizes eredetű) akna, illetve néhány kis mesterséges üreg nyílik. Az 1984-ben kiadott, Magyarország barlangjai című könyv országos barlanglistájában nem szerepel a barlang neve. A barlangot 1997. március 22-én Sásdi László és Kovács Ádám mérték fel, majd Sásdi László a felmérés alapján megszerkesztette a barlang alaprajz térképét és hosszmetszet térképét. A két térképen 1:100 méretarányban van bemutatva a barlang. Az alaprajz térképen látható a hosszmetszet elhelyezkedése a barlangban.